# Ankama
Ankama est une société holding française détenant le capital de plusieurs entreprises spécialisées dans le domaine de la création numérique et artistique.
Historiquement, la société débute avec le développement web en tant qu'agence de création web, mais elle est principalement connue pour les jeux vidéo Dofus et Wakfu qu'elle développe dans un univers transmédia (le Krosmoz), ainsi que la série d'animation Wakfu. Après le succès de son premier jeu, Ankama Group, se diversifie et édite des bandes dessinées, de la musique, des jeux de société, etc. Ainsi, l'entreprise regroupe différentes entités : Ankama Games, Ankama Animations, Ankama Éditions, Ankama Products et Ankama Boardgames.
Après le manque de succès du jeu vidéo Wakfu et de son premier film d'animation Dofus, livre 1 : Julith, Ankama rentre dans une période de crise et les parts d'Emmanuel Darras, cofondateur parti en 2012, sont rachetées par Média participations cinq ans plus tard. Un nouveau studio d'animation est créé grâce à cette collaboration : MadLab Animations. La collection Label 619 de la filiale Éditions, qui publie notamment Mutafukaz de Run, prend son indépendance en 2019.

## Historiques

### Débuts d'Ankama etDofus
Ankama est créée le 15 mai 2001 et s'engage dans le développement web, à l'initiative de trois amis nordistes, Camille « Kam » Chafer (directeur technique), Anthony « Tot » Roux (directeur artistique) et Emmanuel Darras (directeur commercial), issus de la même agence web. Passionnés de jeux vidéo, ils ont associé leurs deux activités : le web et les jeux vidéo. Le nom de la société est issu de la contraction de leurs trois prénoms : ANthony, (C)KAmille, EmMAnuel. Leur capital est issu à 80 % de leurs fonds personnels et le reste provient de soutiens comme la Financière du Nord Pas de Calais ou Lille Métropole Initiative. Le trio monte d'abord une agence de marketing électronique et de prestation de services sur Internet dans un petit bureau roubaisien pour s'assurer des fonds avant de se lancer dans l'aventure vidéoludique,. Les clients du pôle web en 2007 sont par exemple La Redoute, 3 Suisses ou encore la région Nord-Pas-de-Calais.
Dès 2003, l'entreprise compte une dizaine d'employés et via son pôle Ankama Studio, commence à développer son premier jeu, Dofus, un MMORPG. Il est réalisé en Flash et les bêta-test sortent dès le mois d'octobre. Le 1er septembre 2004, après presque un an de test, le jeu est distribué via Internet. Ankama connaît des difficultés pour le financement du jeu mais un apport salutaire de 15 000 euros du CNC aide sa création. En 2007, Dofus totalise plus de trois millions de joueurs à travers le monde.
Ankama Games, commence à développer un deuxième jeu, Dofus Arena (renommé par la suite en Arena). En 2006 les bêta-tests continuent. Le studio emploie alors 60 salariés. La même année, Disney approche Ankama en vue d'un possible achat, mais l'entreprise française refuse,. Sur ce sujet, Emmanuel Darras explique en avril 2011 pour Le Point : « Soit nous vendions, soit nous structurions la société pour nous donner les moyens de nous développer. »
Fin 2005, face au refus de plusieurs éditeurs de publier certains de leurs ouvrages, Ankama lance en 2005 sa propre maison d'édition, Ankama Éditions. Les premiers titres paraissent à un rythme d'une nouveauté tous les deux mois. Leurs premiers livres sont un artbook de Dofus sorti en juillet 2005 et un « manfra » (une bande dessinée d'inspiration asiatique) du nom de Dofus également. Elle est scénarisée par Anthony Roux et dessinée par Ancestral Z et Crounchan. Ses premiers tomes paraissent en octobre 2005 et en mars 2006. La série connaît un très grand succès (plus d'un million d'albums vendus en cinq ans ) et est une précurseuse du genre.

### Wakfu
Dès 2005 est pensé une suite vidéoludique à Dofus, dans un système transmédia : Wakfu,. Sa sortie initiale est prévue pour 2007. Dans la foulée, une nouvelle branche se crée, Ankama Animations, pour réaliser le dessin animé homonyme. Le 30 octobre 2008, la série télévisée d'animation Wakfu est diffusée pour la première fois sur France 3, dans l'émission de jeunesse Toowam. En novembre de l'année suivante, le premier jeu digital est créé : un jeu de cartes à collectionner nommé Wakfu TCG. Il regroupe les personnes de l'univers du Krosmoz (Dofus, Wakfu, etc.).
Le premier court métrage d'Ankama Animations, Goultard le barbare, est diffusé à la Japan Expo en 2007. Le 13 juin 2008, Ankama annonce un partenariat avec la chaîne de télévision Nolife, en proie à des difficultés financières, pour contribuer à son développement.
Le 2 décembre 2009 la version de Dofus 2.0 sort puis, en octobre 2010, Arena. À l'Ankama Convention 6, début mars 2011, les jeux vidéo Slage (dont le développement sera stoppé en 2012) et Boufbowl sont présentés. Le 30 mars 2011 sort Islands of Wakfu sur Xbox Live Arcade, premier jeu sur console. Le 13 mai de la même année, c'est le premier jeu sur appareils mobiles, Dofus: Battles, qui est créé. Le 29 février 2012, après quatre ans de retard, la suite de Dofus, le MMORPG Wakfu, sort.
En 2009, Ankama s'installe dans une ancienne filature roubaisienne, ayant auparavant appartenu à la société Vanoutryve, au 75, boulevard d'Armentières. Le lieu d'une surface de 10 000 m2 réunit les différentes filiales en un seul endroit. Ouvrent à cette occasion deux restaurants, l'Ankama Restaurant et l'Ankama Salad Bar, qui permettent à leurs employés de se restaurer sur place, et l'Ankama Maison, des appartements d'appoint où ces derniers peuvent être hébergés temporairement. De 2006 à 2010, le chiffre d'affaires de l'entreprise grimpe de plus de 400 % et s'élève à 45 millions d'euros ; le nombre d'employés de plus de 100 % (soit 450 employés). Elle refuse d'entrer en bourse, préférant investir dans le développement de ses propres projets. En 2013, Ankama compte 439 employés, d'une moyenne d'âge de trente ans.
La version finale de Wakfu sort à la fin du mois de février 2012.

### Après la sortie deWakfu
En novembre 2012, la filiale Ankama Play produit Fly'n, un jeu indépendant sur la plateforme Steam. La société est supprimée l'année suivante.
En 2012, le cofondateur Emmanuel Darras quitte l'entreprise et Olivier Comte le remplace dès l'année suivante,. L'entreprise rachète Wizcorp en novembre 2014, un studio japonais de développement orienté mobile de 35 salariés  créé en 2008. Camille Chafer précise que Wizcorp « jouera un rôle clé dans le développement [des] différents moteurs et logiciels et aidera à augmenter [les] capacités de production » d'Ankama. Elle annonce en 2013 et 2014 la création de studios à Montréal et en Asie. En 2014, le studio d'animation japonais Ankama Japan disparaît[réf. souhaitée]. Un studio montréalais, Ankama Canada, se charge entre 2013 et 2016 de produire le party game Abraca.
Selon IGN début mai 2017, le groupe Média participations rachète les parts d'Emmanuel Darras et possède ainsi moins de 30 % des parts de l'entreprise. L'information est vite confirmée par Roux qui précise que le groupe, qui assure l'édition du pôle littéraire, est « super »,,. Ellipsanime, filiale de Média participations, co-créée en juillet 2017 avec Ankama Animations un nouveau studio de production : MadLab Animations. Il a notamment pour rôle de réaliser la série jeunesse Abraca (2019) et le film Princesse Dragon.

## Direction
- Présidence[35] : 
  - du 19 janvier 2005 au 7 janvier 2015 : Anthony Roux
  - depuis le 7 janvier 2015 : société Adone (gérée par Anthony Roux depuis 2007[36])
- Direction générale[35] : 
  - du 20 août 2013 au 28 août 2013 : Emmanuel Darras
  - depuis le 14 août 2010 : Camille Chafer
- Co-gérance[35] :
  - du 3 février 2009 au 14 août 2010 : Camille Chafer
  - du 3 février 2009 au 18 janvier 2013 : Emmanuel Darras

## Conflits sociaux
L'entreprise fait régulièrement l'objet d'articles de presse évoquant un « climat social » dégradé au fil des ans.
En 2019, Anthony Roux évoque sur un billet de blog « des embuscades, des alliances, des trahisons, des escroqueries » menées par ses équipes et une équipe de designers qui aurait mis le jeu Dofus « dans la merde ». Plusieurs anciens salariés estiment qu'il « crache sur ses employés en public ».
En 2024, l'entreprise est condamnée pour des procédures-bâillons contre ses employés.

## Structure du groupe
- Adone (2007-)[40]
  - Ankama (2001-)[41]
    - Ankama Éditions (2006-)[42]
      - Ankama Presse (2007-2015)[43]

    - Ankama Games (2006-)[44]
      - Ankama Studio (2006-)[45]
        - Ankama Japan (2009-)
        - Ankama Canada (2013-)
        - Ankama Asia (2016-)
        - Allskreen (2017-)[46]
        - Studio No Border (2018-)

    - Ankama Web (2006-2012)[47]
    - Kalmeo (2007-2013)[48]
    - Ankama Animations (2007-)[49]
      - Planet Nemo Animation (2004-)[50]
      - Ankama Movies (2010-2013)[51]

Stand d'Ankama pour Dofus Pets à la Japan Expo 2017.

      - MadLab Animations (2017-)[52], également filiale de Ellipsanime Productions
      - Akami (2019-)[53]

    - Ankama Media (2008-2013)[54]
    - WizCorp (2008-)
    - Ankama Marketing (2009-2012)[55]
    - Ankama Support (2009-2012)[56]
    - Ankama Productions (2009-2013)[57]
    - Ankama Music (2009-2015)[58]
    - Ankama Products (2009-)[59]
      - Ankama Play (2008-2013)[60]
      - Ankama Boardgames

    - Ankakma Life (2010-2013)[61]
    - Ankama Movies (2010)
    - AKN Distribution (2010-)[62]
    - L'Adn Loisirs (2021-)[63]
    - MEAT'UP (2022-)[64]

### Ankama Animations
Ankama Animations est une branche du groupe Ankama créée en 2007. C'est la société qui produit ses films et des séries télévisées d'animation. Elle est connue pour avoir créé les séries d'animation Wakfu et Dofus : Aux trésors de Kerubim ou encore le film Dofus, livre 1 : Julith. En 2007, sa première animation est Goultard le barbare, qui revient sur le passé de ce personnage.

### Ankama Éditions
La filiale Ankama Éditions a été créée en octobre 2006. Les ouvrages publiés couvrent des univers liées à Dofus et Wakfu, mais aussi des univers totalement indépendants, dans des genres allant du roman, à l'artbook, en passant par le manga ou la BD, répartis dans différentes collections.
Pour publier ses premières BD, Anthony Roux (Directeur artistique d'Ankama) a proposé ses planches à différents éditeurs, mais ceux-ci ont refusé de le publier. C'est à la suite de ses refus que les trois dirigeants ont choisi de créer leur propre structure d'édition en 2005 Ankama Éditions.

### Ankama Games et Studio
Suivant le succès de Dofus (2004), Ankama Games est créé en 2006 et développe depuis tous les jeux vidéo d'Ankama.
Ankama Studio, filiale créée en 2003, développe des jeux pour le compte d'Ankama Games et d'autres sociétés. Le premier jeu qu'elle produit est Dofus et le premier qui est développé pour une autre entreprise est Bionicle Voya Nui Online Game, sorti en septembre 2006 pour The Lego Group,.

### Ankama Products et Boardgames
Ankama Products est la société chargée de diriger les jeux (non vidéo) et les produits dérivés (peluches, papeterie, affaires scolaires, figurines, etc.). C'est elle qui gère notamment le jeu de cartes à collectionner Wakfu TCG (avec un partenariat avec la société Upper Deck) et le jeu de figurines Krosmaster.
La société est dirigée par Jérôme Peschard, mais, en août 2015, il annonce sur son compte Facebook qu'il décide de créer sa propre entreprise à Hong Kong (Yeah corp. Limited). Le relais est pris par Pierre-Henri Dupont.
Parmi les collections d'affaires scolaire, se trouve principalement des objets dérivés des deux séries animées, notamment une collection à succès, nommée « Chacha », représentant un petit chat noir, animal familier de Dofus. Elle est également déclinée sur des produits textiles et de la vaisselle.
Dès 2016, Ankama se diversifie en créant de nombreux jeux de société indépendants de l'univers du Krosmoz via sa nouvelle filiale Ankama Boardgames, tout en finançant certains par du financement participatif.
Lors du festival international des jeux organisés à Cannes en 2018, plusieurs nouveaux jeux sont présentés : Brothers, Dofus Cube d'Anthony Roux, Takers, Tales of Glory de Romain Chastan et Trool Park de Fred Vuagnat,.

#### Premiers jeux créés
- 2009 : Wakfu TCG (8 extensions)[76]
- 2011 : Chocafrix de Florent Maudoux (offert avec le tome 4 de la série de bande dessinée Freak's Squeele du même auteur)
- 2011 : Wakfu, le jeu d'aventure de Sébastien Dupuis
- 2012 : Krosmaster (4 extensions)
- 2013 : MiFuChi[77]
- 2013 : Le Visiteur du futur : La Relève de Mr Nawak et Pasquéoz

## Stratégie de développement

### À l'international
Ankama se développe au niveau international dès les années 2000 avec deux filiales aux États-Unis et au Japon , et prend de l'expansion avec l'arrivée d'Olivier Comte comme directeur général et la création de nombreux autres studios.
Ankama Studio est une filiale d'Ankama, créée en 2006, qui réalise des jeux pour le compte d'autres sociétés notamment nord-américaines. Le studio Ankama Japan, installé à Tokyo, ouvre début 2009. Il s'occupe principalement d'animation.
Installé à Montréal, le studio Ankama Canada est créé le 1er août 2013 par deux salariés d'Ankama. Le groupe, composé de dix employés, est notamment auteur du jeu vidéo Abraca. Pour permettre (entre autres) l'expansion du jeu Wakfu en Chine, la société ouvre début 2014 un studio à Singapour,,. Ces deux studios (ainsi qu'un autre à São Paulo au Brésil), fermeront rapidement, pour permettre à Ankama de se focaliser sur le Japon et Paris.
Le groupe Ankama Asia, basé à Manille aux Philippines, et ayant pour but de développer ses jeux dans le monde asiatique, est racheté le 22 mars 2016 par Keywords Studios,. Durant ce contrat de quatre ans, Keywords souhaite recruter une vingtaine d'employés de plus.
En 2018, est créé le Studio No Border, une filiale tokyoïte chargée du développements d'animations japonaises et de jeux vidéo. Thomas Romain, connu pour sa série Code Lyoko, en est le directeur artistique.
En 2019, Ankama atteint le douzième rang des entreprises françaises les plus rentables.

### Rachats

#### Kalmeo
Structure fondée à Lyon, par Boris Beaulant. Spécialisée en applications sur tablettes et smartphone, elle développe Dofus Pocket et Dofus Arena Pocket,. Forte utilisation de l'IDE et langage de programmation Haxe.

#### Wizcorp
En 2014, pour augmenter sa capacité de développement au Japon, Ankama rachète la jeune société Wizcorp spécialisée dans les jeux mobiles en HTML5. Fondée en 2008, l'entreprise a notamment produit Dead Rising - The Survival.

## Filiales radiées
- Ankama Canada
- Ankama Life[100] (non-officiellement, mais sans activité depuis 2014[101])
- Ankama Japan (ou Japon)
- Ankama Marketing
- Ankama Media
- Ankama Music
- Ankama Movies
- Ankama Asia
- Ankama Play
- Ankama Productions
- Ankama Support
- Ankama Web

### Ankama Web
Le pôle web d'Ankama était une agence de communication interactive spécialisée dans les nouveaux médias, la création et la conception de site Internet, et en stratégie marketing. Ankama développe des sites et applications internet pour les professionnels. Créée en 2001, ce pôle est historiquement la première activité du groupe Ankama,. Cette activité qui peinait à percer est ensuite abandonnée le 12 septembre 2012.

### Ankama Support et Marketing
Après le départ d'Emmanuel Darras de l'entreprise en 2012, les groupes Ankama Support et Ankama Marketing qu'il dirigeait, sont supprimés le 12 septembre 2012,.

### Ankama Media
Le groupe Ankama Media, dirigé par Roux, au capital social de cent mille euros est créé le 6 octobre 2008 puis radié le 31 juillet 2013,.

### Ankama Music
Le pôle musique d'Ankama est une structure d'édition et de production musicale et sonore au service des projets d'Ankama et d'artistes indépendants fondée en 2009. Ankama Music, dirigé par Guillaume Houzé, abrite par ailleurs les labels HipHipHip et Bishi Bishi (musique japo-asiatique).
Faute de succès, le groupe est supprimé le 7 janvier 2015, six ans après sa création.

## Évenements Ankama
Les Ankama Fan Fest (anciennement Ankama Convention) sont des conventions dédiées aux différents univers d'Ankama.
La première Ankama Convention se déroule du 7 au 9 mars 2008 à Lille, dans le cadre de la fête de l'animation.
Les 20 et 21 octobre 2008, Ankama lance la troisième Ankama Convention à Lille Grand Palais, qui connait une affluence de 10 000 personnes[réf. nécessaire].
Ces conventions ont changé de nom et de fréquence dès la septième édition, Ankama Fan Fest.
Les visiteurs peuvent y rencontrer les auteurs d'Ankama Éditions, mais aussi tester certains jeux vidéo, jouer à des inédits ainsi que participer à des concours de dessin ou de cosplays.

## Identité visuelle

Premier logo d'Ankama.
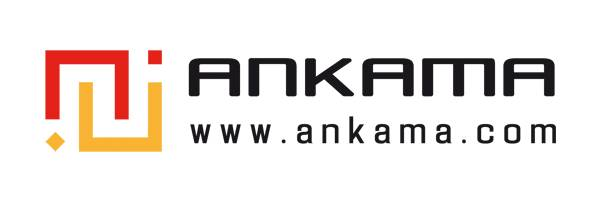
Variante du premier logo.
Logo actuel depuis 2011.